# 2020年吉林松原扶余市重大交通事故
2020年吉林松原扶余市重大交通事故，又称2020年吉林松原車禍，是2020年10月4日5时40分许發生在中華人民共和國吉林省松原市扶余市514省道39公里处石桥村的一起道路交通事故。當時一輛貨車由西向東行駛失控，撞至前方農用四輪拖拉機尾部後，再與對面行駛的另一輛貨車相撞，造成18人死亡，1人受傷。

## 经过
2020年10月4日晨5点40分左右，吉林松原扶余市514省道39公里处发生一起重大道路交通事故。事故已造成18人死亡，1人受伤。伤者正在医院接受救治，无生命危险。中共扶余市委常委、常务副市长蔡启昌在记者发布会上发言，称事故原因是由于一辆货车沿514省道由西向东行驶至39公里处，撞至前方同向行驶四轮农用拖拉机尾部后，失控行驶到对向车道，与对面行驶的小型普通货车相撞。两辆货车均为非营运车辆。
当时拉载着矿泉水的小型普通货车与前面的拖拉机追尾，导致拖拉机翻入沟中，拉载矿泉水的货车上有两人死亡，拖拉机上一人受伤被送医治疗。而冲向对向车道的货车上有十余人遇难，根据当地村民称，多为去苞米地打零工的附近邻村村民。

## 处理
10月4日晚，国务委员、公安部党委书记兼部长赵克志指派副部长刘钊带领工作组赶赴扶余市指导事故调查处理工作。与此同时，公安部派出督导检查组，督导各地进一步加强安全隐患排查。应急管理部派出工作组赴当地指导地方做好事故调查处理工作。中共吉林省委、省人民政府派出常务副省长吴靖平、副省长兼公安厅长刘金波率工作组赴松原现场处置。省委书记巴音朝鲁做出批示，副书记兼省长景俊海主持召开全省交通安全治理专题会议。
10月6日，国务院安全生产委员会就台骀山景区火灾、扶余市重大交通事故，分别约谈了山西省人民政府和吉林省人民政府负责人。安委会约谈批评山西省是“截止目前，今年山西全省重大事故起数和死亡人数均排全国第一”；而吉林省“今年重大道路交通事故起数占到全国的一半”。要求两省“进一步从思想上、责任上、执法上和担当精神上，深刻剖析原因、总结教训，结合事故调查，采取切实有效措施，切实把确保人民生命安全放在第一位落到实处，坚决防止重蹈覆辙。”